# Хосе Марія Пла
Хосе Марія Пла Мачадо (ісп. José María Plá Machado; 15 жовтня 1794 — 23 квітня 1869) — уругвайський політик, голова Сенату й тимчасовий президент країни у лютому 1856 року.

## Кар'єра
Від 1841 до 1843 та від 1843 до 1846 року був депутатом парламенту від департаменту Мальдонадо. Під час громадянської війни через неможливість проведення парламентських виборів Хоакін Суарес утворив Асамблею знаті для тих членів парламенту, чий термін перебування на посаді завершився, таким чином до її складу ввійшов Пла.
У 1854—1857 роках Хосе Марія Пла був членом Сенату. Оскільки на момент відставки Мануеля Базіліо Бустаманте 15 лютого 1856 року Пла очолював Сенат, то він став наступним тимчасовим головою держави. Пробув на посаді трохи менше двох тижнів, після чого передав повноваження конституційному президенту Габріелю Антоніо Перейрі.